# Marija Magdalena (wieś)
Marija Magdalena – wieś w Chorwacji, w żupanii zagrzebskiej, w gminie Pušća. W 2011 roku liczyła 263 mieszkańców.